# Juan de Balmaceda
Juan de Balmaceda Zenzano y Beltrán, auch: Balmaseda, auch: Zensano, Cencano oder Cenzano (* 16. April 1702 in Galilea, La Rioja, Spanien; † 30. Mai 1778 in Santiago de Chile) war ein spanischer Jurist und Kolonialbeamter, der interimsweise von 1768 bis 1770 als Gouverneur im Generalkapitanat Chile amtierte.
Balmaceda wurde als Sohn von Pedro José de Balmaceda und seiner Ehefrau Ángela de Zensano y Fernández geboren. Die Schreibweisen der Namen variieren in den Quellen. Er studierte Rechtswissenschaft und wurde zum Anwalt an den Consejos de España zugelassen. Die Familie stammte zwar aus altem Adel, war aber nicht wohlhabend und so suchte Juan Balmaceda sein Glück in der Neuen Welt. 1739 wurde er zum Oidor an der Real Audiencia von Chile berufen. Er trat dieses Amt am 28. November 1742 in Santiago de Chile an.
Balmaceda heiratete am 8. Februar 1750 Agustina Alvarez de Uceda, die Witwe von Francisco Fernández de Córdoba.
Im Laufe der Zeit übernahm er weitere Ämter in der Justiz und Verwaltung in Chile, so war er ab 1766 für die Tabakregie verantwortlich.
Am 24. August 1768 übernahm er das Amt des Gouverneurs, als Antonio de Guill y Gonzaga starb. Zu dieser Zeit tobten im Süden Aufstände der indigenen Völker, und Balmaceda machte sich auf den Weg an die Front, wo er allerdings mangels soldatischer Erfahrung keine Fortschritte erreichen konnte. Am 3. März 1770 wurde er vom neuen Befehlshaber, dem erfahrenen Soldaten Francisco Javier de Morales, abgelöst und ging zurück an die Audiencia. Aufgrund seines fortgeschrittenen Alters wurde er im Januar 1773 in den Ruhestand versetzt, den er Ende 1775 antrat.
Am 30. Mai 1778 starb Balmaceda im Alter von 76 Jahren in Santiago.